# Société française de photographie
Société française de photographie (SFP) – francuskie stowarzyszenie fotograficzne, założone w 15 listopada 1854 r.  Obecnie mieści się w Paryżu przy 71, rue de Richelieu.
Stowarzyszenie miało dziewięćdziesięciu trzech założycieli. Wśród nich byli fotografowie, w tym związani z tzw. Mission Héliographique: Hippolyte Bayard, Gustave Le Gray i Charles Nègre. Ponadto w gronie tym znaleźli się przedstawiciele świata nauki (m.in. Léon Foucault, Louis Alphonse de Brébisson i Victor Regnault – pierwszy przewodniczący Société), sztuki (m.in. Eugène Delacroix), polityki. Zgodnie ze statutem, organizacja miała dwustu członków oraz kolejnych dwustu korespondencyjnych. 
W styczniu 1855 r. ukazał się pierwszy numer wydawanego przez stowarzyszenie pisma: „Bulletin de Société Français de Photographie”. W tym samym roku zorganizowano pierwszą wystawę fotograficzną. 
Stowarzyszenie funkcjonuje do dziś, prowadząc badania nad historią fotografii. Posiada dużą kolekcję fotografii oraz literatury jej poświęconej. Wydaje – obok „Bulletin...” – poświęcone historii i krytyce fotografii „Études photographique”.